# Сан-Марино на Європейських іграх 2015
Сан-Марино на перших Європейських іграх у Баку було представлене 18 атлетами.

## Медалісти
| Медаль | Спортсмен                         | Спорт    | Дисципліна     | Дата           |
| ------ | --------------------------------- | -------- | -------------- | -------------- |
| Срібло | Аріанна Періллі                   | Стрільба | Трап (жінки)   | 17 червня 2015 |
| Бронза | Алессандра Періллі Мануель Масіні | Стрільба | Трап (змішані) | 18 червня 2015 |